# キプロス海軍艦艇一覧
キプロス海軍艦艇一覧は、キプロス共和国海軍が過去保有した、または現在保有する、または将来保有する予定の、未完成・計画中止を含めた歴代艦艇一覧である。

## 現有勢力（2024年現在）
- 国防予算：4億9,700万ドル[1]
- 海軍人員：不明[1]
- 艦船隻数：4隻（排水量20t以上）[1]

哨戒艇×4
- 航空機数：3機[1]

陸上ヘリコプター×3

## 艦艇一覧（近代海軍）

### 哨戒艦艇
- アラシア級（Alasia） - 1隻※旧オマーン『Al Mubrukah』[2]
- OPV 62型 - 1隻[2]
- ロッドマン55型（Rodman 55） - 2隻[2]
- ヴィットリア型（Vittoria） - 2隻[2]

### 海上警察
- ポセイドン級巡視艇（Poseidon） - 2隻[2]
- シャルダグ型巡視艇（Shaldag） - 1隻[2]
- ヴィットリア型巡視艇（Vittoria） - 2隻[2]
- SAB-12型巡視艇 - 5隻[2]